# Entre Irmãos
Entre Irmãos (em inglês:  Brothers) é um filme estadunidense de 2009 do gênero drama de guerra, dirigido por Jim Sheridan. 
Trata-se de uma refilmagem do dinamarquês Brødre, que Susanne Bier dirigiu em 2004.

## Sinopse
Sam Cahill (Tobey Maguire) é casado com Grace (Natalie Portman), pai de duas meninas, e está cumprindo carreira militar. O irmão mais novo, Tommy (Jake Gyllenhaal), se comporta como um eterno adolescente, é incapaz de estabelecer um relacionamento de longo prazo. Sam junta-se às forças de paz da ONU no Afeganistão, cai prisioneiro e é dado como morto. Com o desaparecimento do irmão, Tommy passa a ajudar Grace e suas filhas, tentando fazer suas vidas voltarem ao curso normal. Inesperadamente, Sam retorna para casa traumatizado e inquieto. Com a dinâmica da casa alterada, os irmãos terão que lidar com o amor, a lealdade e a mulher entre eles.

## Elenco
- Tobey Maguire ... capitão Sam Cahill
- Jake Gyllenhaal ... Tommy Cahill
- Natalie Portman ... Grace Cahill
- Clifton Collins Jr. ... major Cavazos
- Bailee Madison ... Isabelle Cahill
- Sam Shepard ... Hank Cahill
- Mare Winningham ... Elsie Cahill
- Patrick Flueger ... soldado Joe Willis
- Carey Mulligan ... Cassie Willis

## Prêmios e indicações
Brothers recebeu duas indicações ao Globo de Ouro. Tobey Maguire foi nomeado para melhor ator em filme dramático, junto com a banda irlandesa U2, sendo também nomeado para melhor canção original em filme, com a canção lançada exclusivamente para o filme, "Winter".